# Каменский, Павел Фёдорович
Павел Фёдорович Каменский — председатель Законодательного собрания Калужской области (2004—2010).

## Биография
Родился 26 мая 1952 года в деревне Калиновка Калужской области.
В 1974 году окончил Московский институт инженеров сельскохозяйственного производства имени В. П. Горячкина (МИИСП). До 2004 года работал в Юхновском районе:
- 1974—1975 инженер совхоза «Износковский».
- 1975—1979 второй, первый секретарь райкома ВЛКСМ.
- 1979—1990 председатель колхоза им. Калинина.
- 1990—1991 второй секретарь РК КПСС;
- 1991—1995 — заместитель главы юхновской районной администрации;
- с 1996 по ноябрь 2004 г. — глава администрации МО «Юхновский район».

В 2004—2010 — председатель Законодательного собрания Калужской области.
С 2010 года представитель Ассоциации Мегапир (Национальная ассоциация объединений офицеров запаса Вооруженных Сил) в Центральном федеральном округе. Капитан запаса.

## Награды
- орден Дружбы
- медаль ордена «За заслуги перед Отечеством» II степени.